# Glace amorphe
La glace amorphe s'oppose à la glace cristalline que l'on retrouve souvent à l'état naturel sous une structure hexagonale. Les molécules d'eau qui la composent n'ont pas d'arrangement précis, amorphe signifiant "sans forme". Lorsque l'eau gèle, elle prend une structure cristalline et son volume augmente ; la glace amorphe a la particularité de garder le même volume.
La plupart des glaces amorphes sont créées sous pression, en laboratoire. Les structures fondamentales sont généralement des formes compliquées. Ainsi, selon la pression et les basses températures utilisées, plusieurs réseaux de molécules d'eau peuvent s'imbriquer les unes dans les autres et former des structures particulières.
Sous une pression relativement faible, les chercheurs peuvent former de la glace amorphe de basse densité qui a, comme la glace usuelle, une densité plus faible que l'eau liquide. Par contre, la glace amorphe de haute densité a déjà une densité plus élevée que l'eau liquide et coulerait si elle était plongée dedans. Du moins en théorie, car si cette glace venait en contact avec de l'eau liquide dans des conditions normales, sa structure rechangerait immédiatement. La glace amorphe de très haute densité est la plus dense. Sa masse volumique est de 1,3 g/cm3.
La glace amorphe est probablement la forme la plus abondante d’eau dans l’univers.

## Formes

### Glace amorphe de faible densité
La glace amorphe de faible densité est généralement formée en laboratoire par une lente accumulation de molécules de vapeur d'eau (dépôt physique en phase vapeur) sur une surface cristalline métallique très lisse sous 120 K. Dans l'espace, on s'attend à ce qu'elle se forme de la même manière sur divers substrats froids, comme des particules de poussière.
Fondant au-delà de sa température de transition vitreuse entre 120 et 140 K, la glace amorphe de faible densité est plus visqueuse que l'eau normale. Des études récentes ont montré que le liquide visqueux reste dans cette autre forme d'eau liquide jusqu'à une température comprise entre 140 et 210 K, une plage de température qui correspond généralement à celle de la glace normale,,. La glace amorphe de faible densité a une densité de 0,94 g/cm3, moins dense que l'eau la plus dense (1,00 g/cm3 à 277 K), mais plus dense que la glace ordinaire.
En revanche, l'eau vitreuse hypertrempe se forme en pulvérisant un fin brouillard de gouttelettes d'eau dans un liquide tel que du propane à environ 80 K, ou en hypertrempe de fines gouttelettes de la taille d'un micromètre sur un porte-échantillon maintenu à la température de l'azote liquide, 77 K, sous vide. Des vitesses de refroidissement supérieures à 104 K/s sont nécessaires pour empêcher la cristallisation des gouttelettes. À la température de l'azote liquide, 77 K, l'eau vitreuse hypertrempe est cinétiquement stable et peut être stockée pendant de nombreuses années.

### Glace amorphe de haute densité
La glace amorphe de haute densité peut être formée en comprimant la glace standard à des températures inférieures à ~140 K. À 77 K, la glace amorphe de haute densité se forme à partir de la glace naturelle ordinaire à environ 1,6 GPa et de la glace amorphe de faible densité à environ 0,5 GPa (environ 5 000 atm). À cette température, elle peut être conservée à pression ambiante indéfiniment. Dans ces conditions (pression ambiante et 77 K), la HDA a une densité de 1,17 g/cm3.
Peter Jenniskens et David F. Blake ont démontré en 1994 qu'une forme de glace amorphe de haute densité est également créée lors du dépôt de vapeur d'eau sur des surfaces à basse température (< 30 K) telles que les grains interstellaires. Les molécules d'eau ne s'alignent pas complètement pour créer la structure en cage ouverte de la glace amorphe de faible densité. De nombreuses molécules d'eau se retrouvent en position interstitielle. Lorsqu'elle est chauffée à plus de 30 K, la structure se réaligne et se transforme en forme de basse densité,.

### Glace amorphe de très haute densité
La glace amorphe de très haute densité a été découverte en 1996 par Osamu Mishima qui a observé que la glace amorphe de haute densité devenait plus dense si elle était chauffée à 160 K à des pressions comprises entre 1 et 2 GPa et qu'elle avait une densité de 1,26 g/cm3 à la pression et à la température de 77 K. Plus récemment, il a été suggéré que cette glace amorphe plus dense était une troisième forme d'eau amorphe, distincte de la glace amorphe de haute densité et a été nommée glace amorphe de très haute densité.